# Леоновичский сельсовет
Леоновичский сельсовет — упразднённая административно-территориальная единица на территории Несвижского района Минской области Республики Беларусь. Административный центр — деревня Леоновичи.

## История
28 июня 2013 года упразднён Леоновичский сельсовет, населённые пункты включены в состав Ланского сельсовета.

## Состав
Леоновичский сельсовет включает 12 населённых пунктов:
- Габруны — деревня.
- Грибовщина — деревня.
- Дубейки — деревня.
- Лазовичи — деревня.
- Леоновичи — деревня.
- Лесуны — деревня.
- Ляхи — деревня.
- Мысливо — деревня.
- Плешевичи — деревня.
- Смоличи — деревня.
- Солтановщина — агрогородок.
- Текаловщина — деревня.